# Guy Vissault de Coëtlogon
Guy Vissault dit Vissault de Coëtlogon, alias Alain Godvil, né le 21 mars 1921 à Angers, était un nationaliste breton devenu un collaborateur notoire de l'Allemagne, et en liens avec différents services de l'armée allemande et de la Gestapo pendant la Seconde Guerre mondiale. Il est condamné à mort par la cour de justice de la Seine le 6 avril 1945 et fusillé deux semaines plus tard, le 24 avril 1945 au fort de Montrouge en banlieue parisienne.

## Biographie
Membre du Parti national breton, il participe dans la nuit du 8 au 9 août 1939 au débarquement d'armes de Locquirec, armes fournies par l'Allemagne nazie, peu avant l'entrée en guerre. Il épousa Germaine Le Coz, née en 1916 et morte à l'âge de 26 ans en décembre 1942 à Rennes, au 3 rue Saint-Guillaume où le couple habitait.
Pendant la Seconde Guerre mondiale, Guy Vissault de Coëtlogon fréquente l'école d'espionnage allemand de Cologne, puis l'école du château de Vaucelles à Taverny, chargée de former les membres de la Selbstschutzpolizei, une force auxiliaire de la SS composée de volontaires français. Il devient membre d'un groupe d'informateurs recruté directement par le SD de Rennes et, en liaison avec la Gestapo, sillonne la Bretagne pour recruter des volontaires, dont Jakez Bruchet, pour son groupe connu sous le nom de « groupe Vissault de Coëtlogon » (sans rapport avec la milice française, d'un bord politique opposé).
Un de ses agents, Roger Le Neveu, parvient à infiltrer à Rennes le réseau de résistance Bordeaux-Loupiac dont plusieurs membres furent arrêtés, entre autres Rémy Roure (qui fut atrocement torturé, mais ne parla pas). Le chef du réseau, Jean-Claude Camors, fut abattu le 11 octobre 1943.
Joseph Le Ruyet, originaire de Bubry, un de ses agents, se faisant passer pour un résistant, réussit à pénétrer les maquis, provoquant l'arrestation en novembre 1943 de résistants (Jean L'Hours, Le Doaré et Flaud) dans la région de Châteaulin, puis de 17 résistants le 7 février 1944 à Bubry, Camors, Quistinic et Baud, de deux autres, Roger Cotte et Toquet, à Pontivy et de deux résistants quimpérois (Monges et Mingant) à Rennes. Le groupe de Vissault provoque aussi des arrestations de résistants à Hédé (famille Morel) et à Saint-Brieuc-des-Iffs (Jean Nobilet).
Le colonel Rémy a qualifié Guy Vissault de Coëtlogon de « desperado breton au service de l'Allemagne ». Guy Vissault est condamné à mort par la cour de justice de la Seine le le 6 avril 1945 et exécuté le 24 avril 1945 au fort de Montrouge.